# Gare d’Aubigny-en-Artois
Gare d’Aubigny-en-Artois vasútállomás Franciaországban, Aubigny-en-Artois településen.

## Vasútvonalak
Az állomást az alábbi vasútvonalak érintik:
- Arras-Saint-Pol-sur-Ternoise-vasútvonal

## Kapcsolódó állomások
A vasútállomáshoz az alábbi állomások vannak a legközelebb:
- Gare de Frévin-Capelle
- Gare de Savy-Berlette